# 茅原正
茅原 正（ちはら ただし ）は、日本の心理学者、博士。駒澤大学名誉教授。

## 来歴
駒澤大学文学部心理学科卒業。同大学院修士課程修了。同大学院博士課程満期退学。
1980年駒澤大学文学部社会学科に着任。講師、助教授を経て、心理学科教授に就任。
1998年学位論文『禅瞑想と時間体験に関する心理学的研究』で博士号（心理学、駒澤大学）取得。
2019年3月末、定年退職。名誉教授。

## 著書
- 『心理的時間』北大路書房、1996年「坐禅時の時間体験」
- 『道元の世界』現代に問いかける禅　奈良康明編著　NHK出版、2001年「身心の健康と坐禅」

### 論文
- CiNii>